# Sidorowskoje (obwód iwanowski)
Sidorowskoje (ros. Сидоровское) – wieś (sieło) w Rosji, w obwodzie iwanowskim, w rejonie iwanowskim. W 2010 liczyła 11 mieszkańców.